# Leichtathletik-Europameisterschaften 1971/Kugelstoßen der Frauen

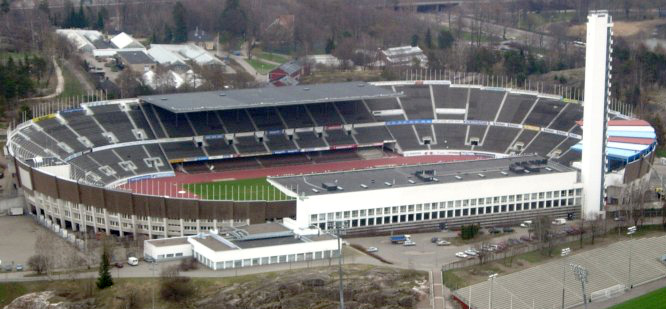
Das Olympiastadion von Helsinki im Jahr 2005

Das Kugelstoßen der Frauen bei den Leichtathletik-Europameisterschaften 1971 wurde am 11. und 12. August 1971 im Olympiastadion von Helsinki ausgetragen.
In diesem Wettbewerb gab es mit Silber und Bronze zwei Medaillen für die DDR. Auch diesmal blieben die Medaillen großer internationaler Meisterschaften seit 1966 bei denselben drei Athletinnen, nur die Reihenfolge untereinander änderte sich noch einmal. Europameisterin wurde die Olympiazweite von 1968 Nadeschda Tschischowa aus der UdSSR. Sie gewann hier nach 1966 und 1969 bereits ihren dritten EM-Titel. Silber ging an die Dritte der Olympischen Spiele 1968 sowie der Europameisterschaften 1966 und 1969 Marita Lange. Die Olympiasiegerin von 1968 und zweifache Vizeeuropameisterin (1966/1969) Margitta Gummel belegte Rang drei.

## Bestehende Rekorde
| Weltrekord           | 20,43 m | Nadeschda Tschischowa | EM in Athen, Griechenland | 16. September 1969 |
| Europarekord         | 20,43 m | Nadeschda Tschischowa | EM in Athen, Griechenland | 16. September 1969 |
| Meisterschaftsrekord | 20,43 m | Nadeschda Tschischowa | EM in Athen, Griechenland | 16. September 1969 |

Der bestehende EM-Rekord wurde bei diesen Europameisterschaften nicht erreicht. Mit ihrem weitesten Stoß auf 20,16 m blieb die sowjetische Europameisterin Nadeschda Tschischowa um 27 Zentimeter unter ihrem eigenen Welt-, Europa- und Meisterschaftsrekord.

## Durchführung
Nur vierzehn Teilnehmerinnen traten zu diesem Wettbewerb an. So konnte eine Qualifikation entfallen, alle Athletinnen gingen gemeinsam in das Finale.

## Finale

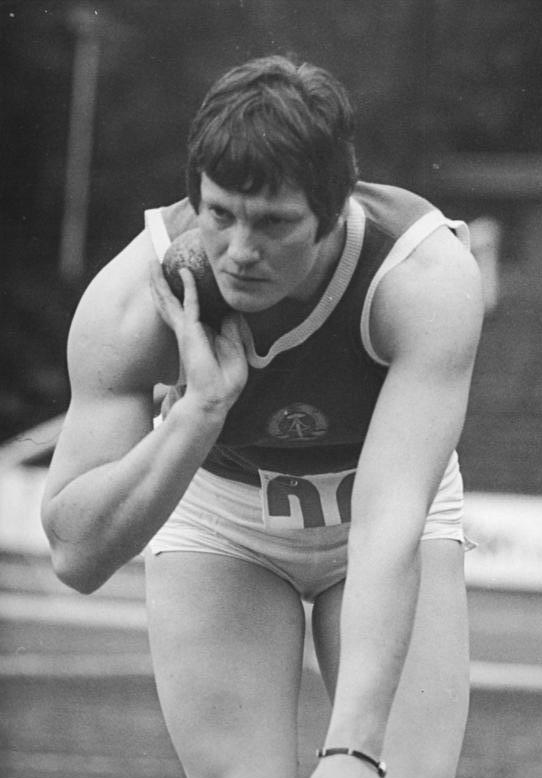
Marita Lange schaffte es zum ersten Mal auf den zweiten Platz bei einer großen internationalen Meisterschaft. Seit 1966 hatte sie jeweils Rang drei belegt

10. August 1971
| Platz | Name                  | Nation           | Weite (m) |
| ----- | --------------------- | ---------------- | --------- |
| 1     | Nadeschda Tschischowa | Sowjetunion      | 20,16     |
| 2     | Marita Lange          | DDR              | 19,25     |
| 3     | Margitta Gummel       | DDR              | 19,22     |
| 4     | Antonina Iwanowa      | Sowjetunion      | 18,80     |
| 5     | Hannelore Friedel     | DDR              | 18,52     |
| 6     | Iwanka Christowa      | Bulgarien        | 17,78     |
| 7     | Galina Nekrassowa     | Sowjetunion      | 17,56     |
| 8     | Judit Bognár          | Ungarn           | 17,33     |
| 9     | Els van Noorduyn      | Niederlande      | 16,68     |
| 10    | Ludwika Chewińska     | Polen            | 16,64     |
| 11    | Sigrun Kofink         | BR Deutschland   | 16,27     |
| 12    | Helena Fibingerová    | Tschechoslowakei | 15,73     |
| 13    | Brigitte Berendonk    | BR Deutschland   | 15,39     |
| 14    | Christine Barck       | Finnland         | 14,42     |

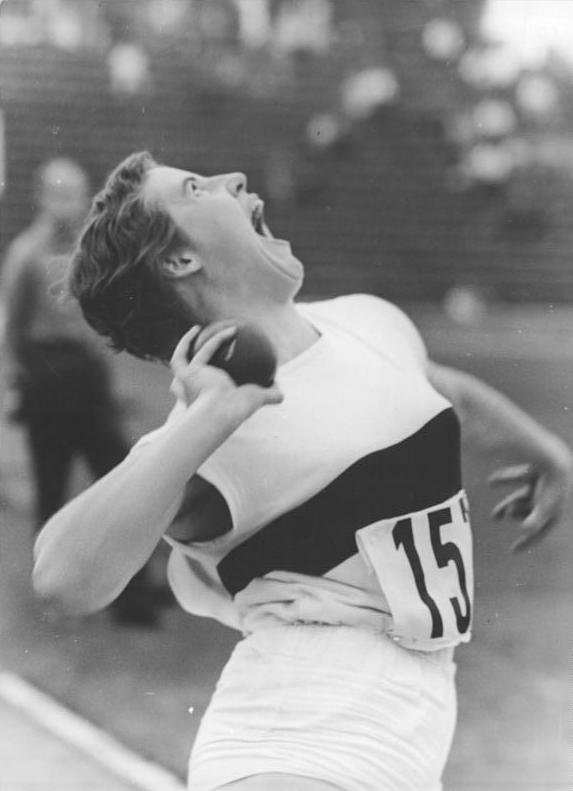
Die Olympiasiegerin von 1968 Margitta Gummel gewann diesmal Bronze
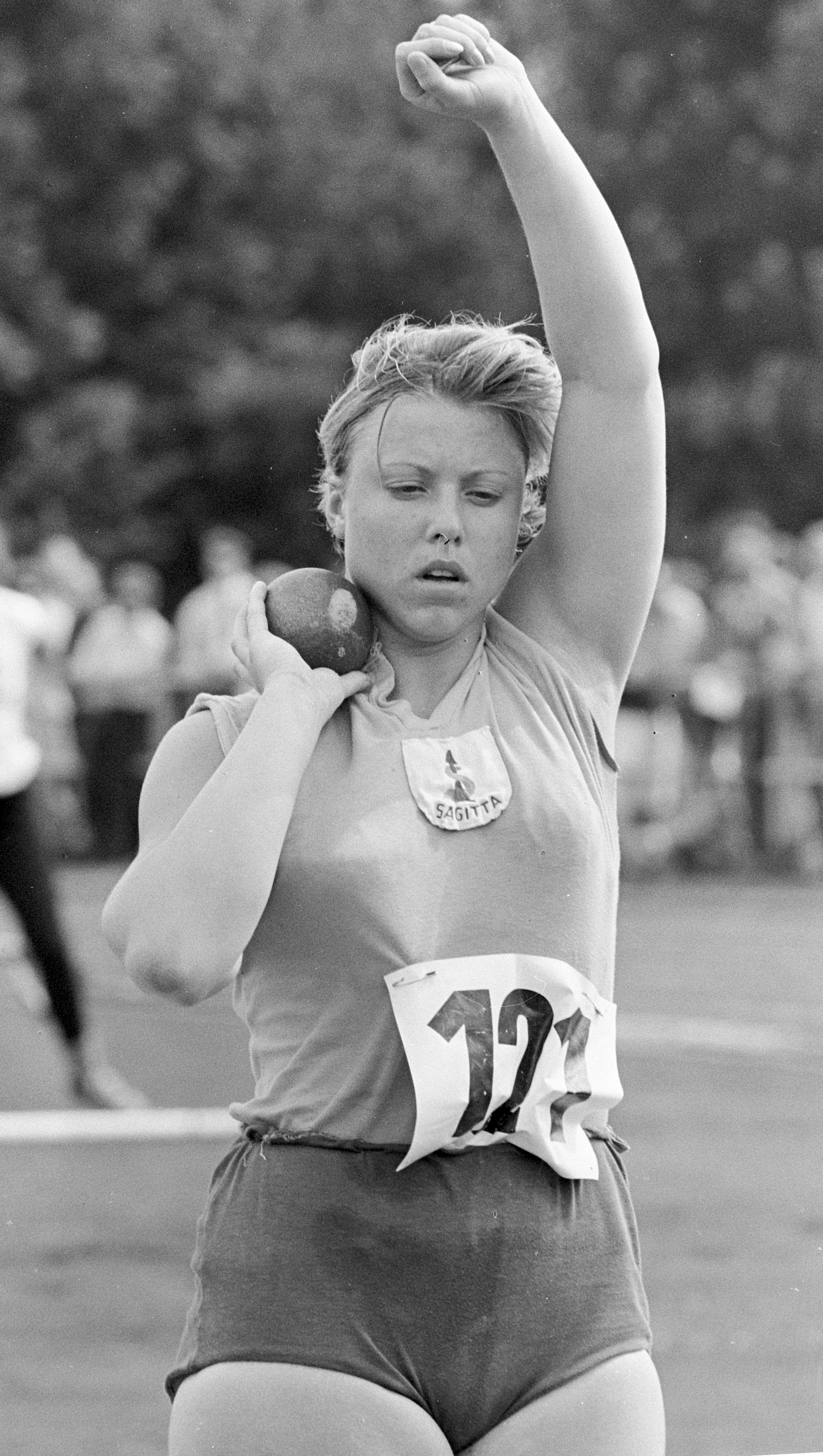
Els van Noorduyn erreichte Platz neun
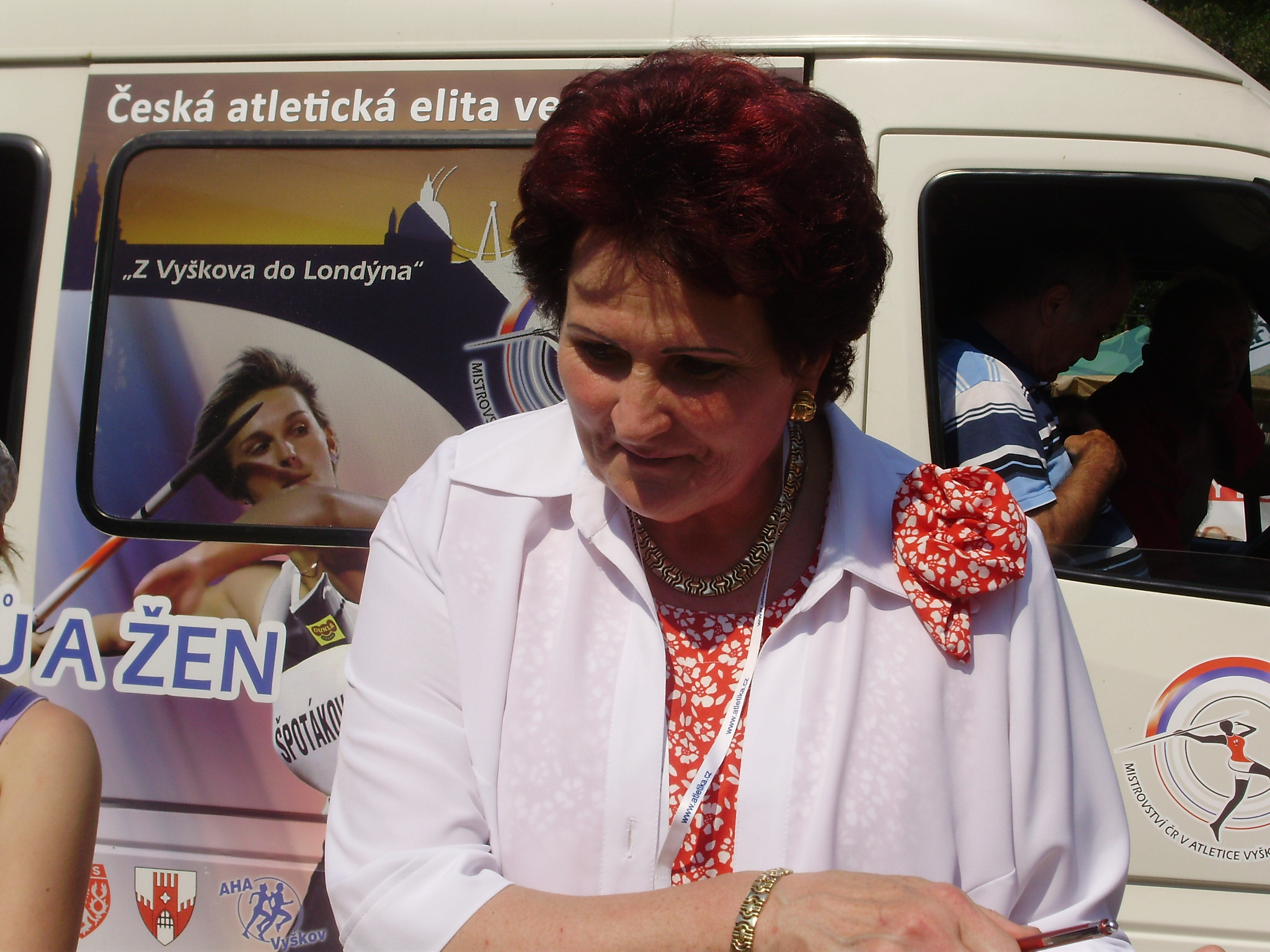
Helena Fibingerová (hier im Jahr 2012) kam auf den zwölften Platz und stand am Beginn einer erfolgreichen Karriere mit Medaillen bei Olympischen Spielen, Welt- und Europameisterschaften – größter Erfolg: der WM-Titel 1983

## Video
- EUROPEI DI HELSINKI 1971 PESO DONNE TCHIZOVA, youtube.com, abgerufen am 31. Juli 2022